# コッチェビ
コッチェビ（朝: 꽃제비、コチェビとも）とは、朝鮮民主主義人民共和国（北朝鮮）で孤児となった浮浪児（ストリートチルドレン）を指す。「コッチェビ」は北朝鮮では公式に認められておらず、公的な出版物や記録文書では禁じられている用語である。路上生活の子どもばかりではなく、職や住居、あるいは家庭を失った浮浪者全体を意味する言葉としても「コッチェビ」が用いられることがある。

## 概要
1990年代後半の「苦難の行軍」と呼ばれた大飢饉の時代以降、経済難および食糧難によって発生した朝鮮民主主義人民共和国の孤児となった浮浪児たちである。配給制に依存していた北朝鮮では、1990年代を前後して配給がほぼ途切れ、国民の食糧調達は著しく困難になった。食糧を求めるために一家離散となるなど家庭が崩壊し、そのためにコッチェビが急激に増加したのである。彼らは「チャンマダン」と呼ばれる闇市や主要駅の周辺にたむろしている。何人かのグループになり、ビニール袋や空き缶を拾ったり、物乞いをしながら日銭を稼いでいる。これらの子供たちは長らく北朝鮮政府から完全に放置されたままの状態でいた。1995年、「全国の浮浪者の生活を安定させる」という趣旨で、北朝鮮政府は、特別に「児童収容キャンプ」を設立したが、実際には荒廃した集合住宅にすぎなかった。収容所が劣悪な状況にあったため、子どもたちは栄養失調で亡くなった。
コッチェビたちは常に食糧を求めることを余儀なくされており、したがって、乞食やスリをグループ内に集めている。拉致被害者である蓮池薫も、北朝鮮の市場で買い物をしようとしたとき、物乞いの子どもたちの目が商品にではなく人間に向けられていることに気づき、店の品物（腕時計）が盗難される現場にも遭遇、さらに自分の上着から紙幣を抜かれた経験がある。コッチェビの手首をつかんで紙幣を取り戻し、スリの現場をおさえた彼に対し、市場で商いをしていた婦人たちは一斉に「殴れ! 殴ってやれ」「二度と盗みができないように腕をへし折ってやれ」と怒号をあげた。
コッチェビの大部分は1日1食である。その献立は、物乞いから得られる食べ物とともに、主として草のスープ、野生の野菜のおかゆ、草の根である。日本では安哲兄弟が、ドブの泥水を飲もうとする少女、兵士の食事の食べカスを拾って食べる少年、拾ったクルミの殻を舐める少女など、秘密カメラで撮影した写真を紹介した。
ただし、韓国オリエンタルリンク代表の董龍昇によれば、金正恩政権になってから、金正日時代の協同農場の国営化を柱とする農業政策を改めて農業改革を行う一方、チャンマダンの全国的広がりによって従来の食糧配給制が市場取引に代替していった。そのため、食糧事情に関しては金正日死去以降大幅な改善がみられ、餓死者や路上生活を送る子どもの数は着実に減っているという。